# Sylvia Jackson (Politikerin)
Sylvia Jackson (* 1946 in Willingham, Lincolnshire; † 27. Juli 2022 in Winchester) war eine schottische Politikerin und Mitglied der Labour Party.
Bei den Schottischen Parlamentswahlen 1999 trat Jackson als Kandidatin der Labour Party im Wahlkreis Stirling an. Sie gewann das Direktmandat deutlich vor der Kandidatin der SNP und zog in das neugeschaffene Schottische Parlament ein. Bei den Parlamentswahlen 2003 verteidigte sie ihren Wahlkreis, verlor jedoch bei den Parlamentswahlen 2007 die Mehrheit an den Kandidaten der SNP, Bruce Crawford. Zu den Parlamentswahlen 2011 trat Jackson nicht mehr an.
Jackson studierte Chemie an der Universität Hull und schloss mit einem Bachelorabschluss ab. Sie promovierte an der Universität Stirling. Jackson war in der Folge als Lehrerin und Dozentin tätig. Sie starb im Juli 2022 im Alter von 76 Jahren an den Folgen einer Krebserkrankung im Winchester Hospice in Winchester.